# Maison Villers
La Maison Villers est un immeuble du XVIIIe siècle situé dans le centre de la ville de Malmedy à l'est de la province de Liège en Belgique. 
Elle est reprise sur la liste du patrimoine exceptionnel de la Région wallonne depuis 2006.

## Localisation
La Maison Villers est située à Malmedy, Chemin-Rue no 11, à proximité immédiate de la place Albert Ier.

## Historique
Datée de 1724 sur le fronton de la porte d'entrée, cette demeure bourgeoise aurait été construite entre 1714 et 1724 d'après les plans de l'architecte Laurenz Mefferdatis d'Aix-la-Chapelle. Initialement propriété de Quirin Joseph Dester, conseiller du prince-abbé de Stavelot-Malmedy, elle est cédée à Hubert Cavens, ancien bourgmestre qui la légue à sa fille, Anne-Elisabeth, épouse de Nicolas Mostert d'Eupen. Après la Seconde Guerre mondiale où elle resta debout malgré les bombardements, elle a appartenu aux époux Villers-Mostert puis à Simone Villers. La ville de Malmedy l'a acquise en 1998.

## Description
L'imposante façade symétrique de cette demeure patricienne comporte trois niveaux et cinq travées. Elle est bâtie en brique et pierre de taille pour le soubassement et les différents encadrements des baies.
L'intérieur est riche de boiseries, cheminées, toiles peintes, stucs et carreaux de Delft datant de l'époque de la construction. 

## Visite
Le bâtiment actuel est classé depuis 1985 sur la liste du patrimoine immobilier classé de Malmedy et depuis 2006 sur la liste du patrimoine exceptionnel de la Région wallonne.
Il a été restauré jusqu'en 2016 et accueille le public principalement les samedis et dimanches après-midi.